# Fritz Max Weiss

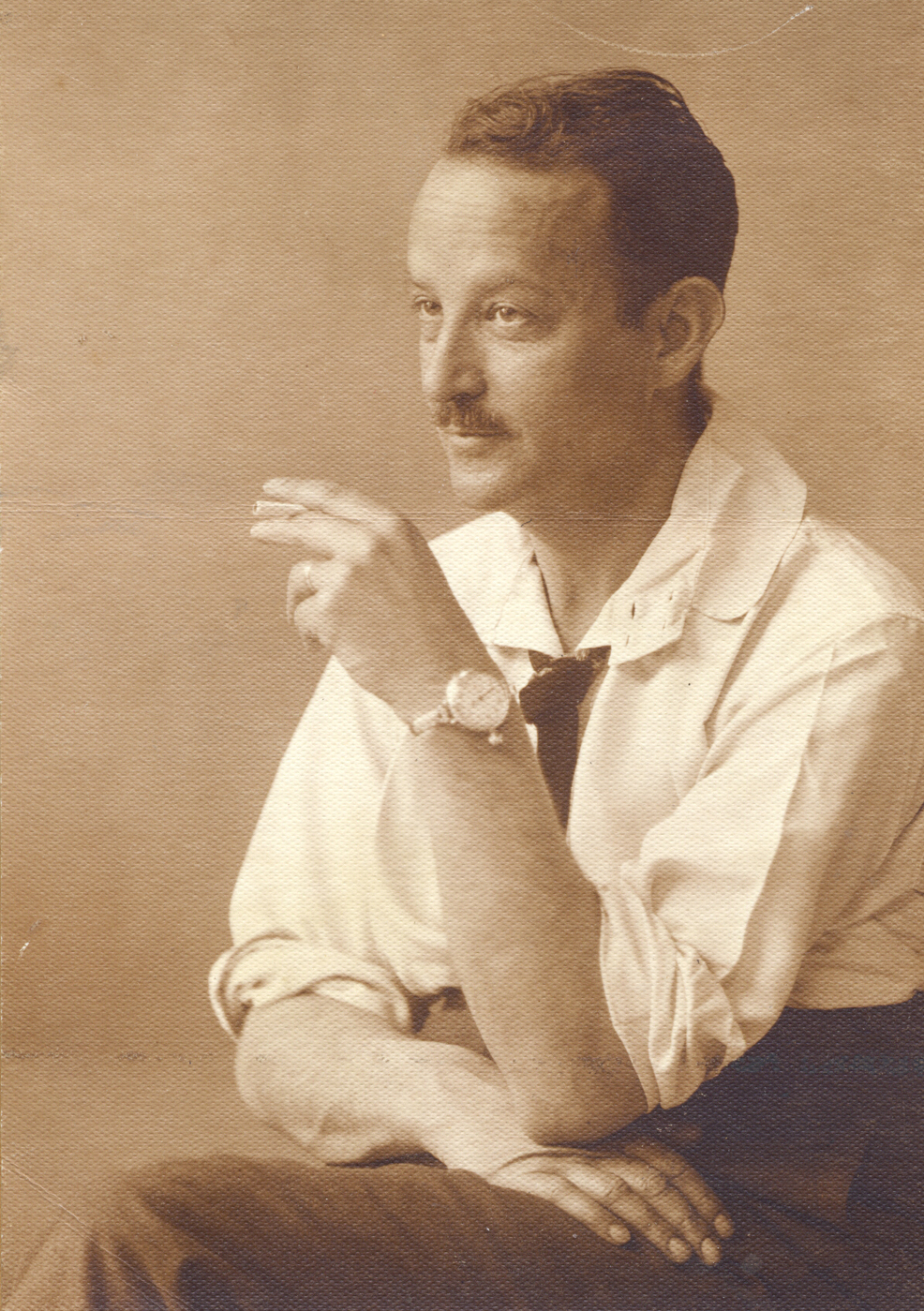
Fritz Weiss ca. 1924

Max Friedrich Weiss seit 1951: Wyss (* 23. Februar 1877 in Zürich; † 22. Oktober 1955 in Heidelberg) war ein deutscher Diplomat und Orientalist.

## Leben

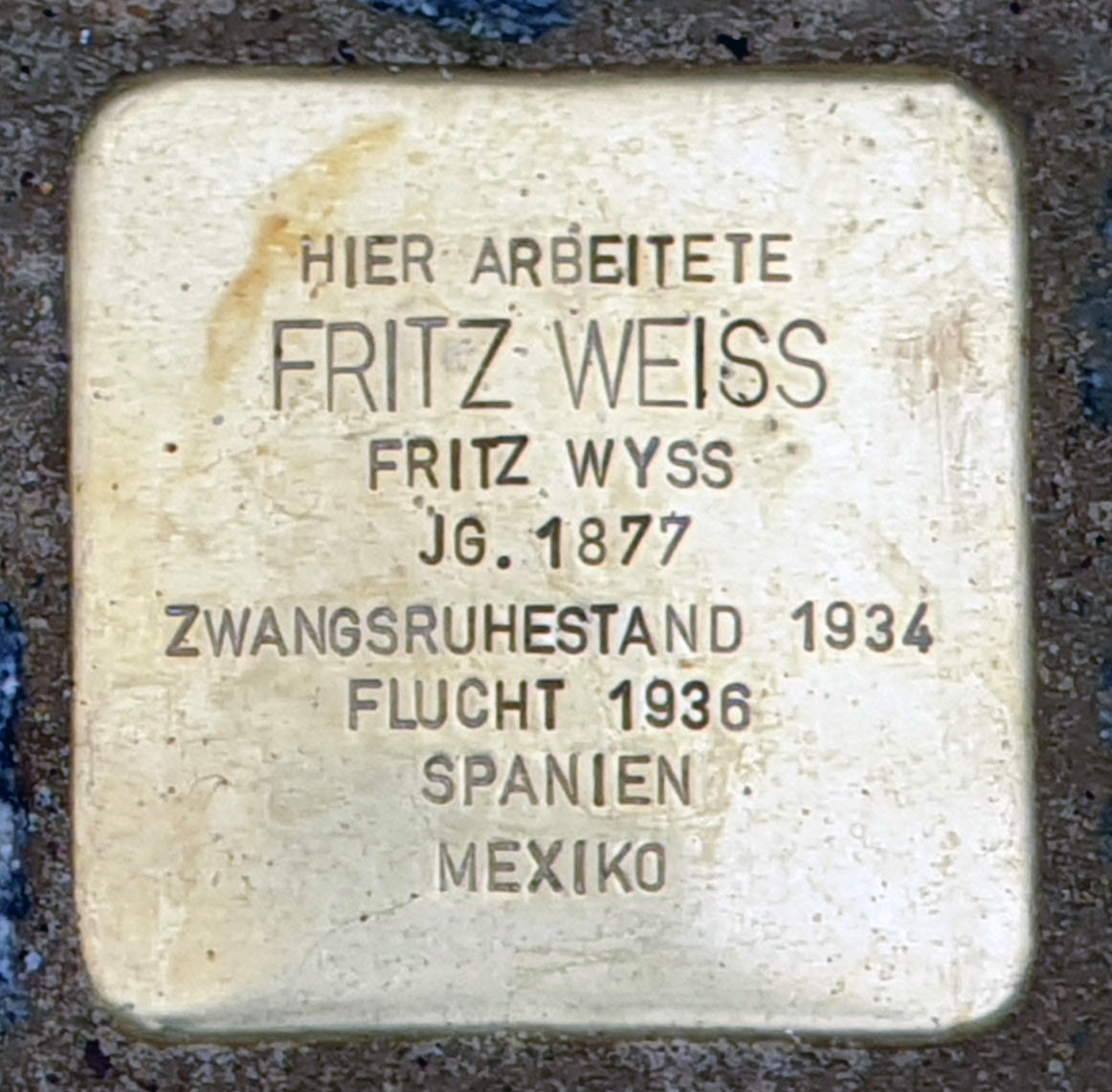
Stolperstein am Haus, Wilhelmstraße 92, in Berlin-Mitte

Fritz Weiss studierte Rechtswissenschaften und Chinesisch am Seminar für Orientalische Sprachen in Berlin. 1896 wurde er im Corps Normannia Berlin recipiert. Konaktive waren Felix Genzmer und Max Begemann.

### China
Er ging 1899 ins Kaiserreich China und arbeitete bei der Zollstelle des deutschen Pachtgebiets Kiautschou in Tsingtau (heute: Qingdao). Seit 1900 im Auswärtigen Dienst, wurde er als Dolmetscher in verschiedenen Konsulaten eingesetzt. 1905 wurde er nach Chongqing und Chengdu versetzt, wo er konsularischen Dienst versah und 1911 zum Konsul berufen wurde. Während seines Aufenthaltes in Xinan unternahm er ausgedehnte Reisen zu Fuß und zu Pferd. Von einem Urlaub im Deutschen Reich kehrte er auf dem Landweg über Indien nach China zurück. Er betrieb Geografie mit Fotoapparat, Skizzenblock, zeichnete Karten und veröffentlichte Abhandlungen in geografischen Zeitschriften. Die Reisen im Inneren der Provinzen begründete Weiss gegenüber seinen Vorgesetzten damit, für die deutsche Industrie Absatzgebiete zu suchen und neue Rohstoffmärkte zu erschließen. So gelangten durch Weiss zahlreiche ethnologische Artefakte, zoologische und botanische Präparate sowie Gesteinsproben aus unerforschten Gebieten des Reiches der Mitte in die Berliner Museen und Wissenschaftseinrichtungen. Unter anderem erwarb er 1908 zwei Felle des Bambusbären (Ailuropoda melanoleuca), die er zusammen mit anderen naturkundlichen Präparaten dem Museum für Naturkunde (Berlin) überließ. Es waren die ersten Überreste eines Pandas in Deutschland. Sie wurden im Museum von dem bekannten Dermoplastiker Richard Lemm als Schauobjekt präpariert. Die Zoologen der Zeit waren ohne Kenntnis über die natürliche Gestalt des Tieres. Fotografien, ja selbst glaubwürdige Beobachtungen lebender Bambusbären waren bis dahin unbekannt. Die Präparate bekamen so die äußere Form eines Braunbären, in der sie heute noch aufgestellt sind.
Es ist eine Besonderheit, im Hinblick auf die damals schon ausgeprägte Spezialisierung der Wissensgebiete, dass sich eine Sammeltätigkeit auf so unterschiedliche Bereiche erstreckte. Fritz Weiss dokumentierte seine Reisen, fotografierte und machte mit der damals neuen Technik des Edison-Phonographen Tonaufnahmen auf Wachswalzen auf. Das Museum für Völkerkunde in Berlin ließ damit weltweit Aufnahmen machen. Neben der wissenschaftlichen Dokumentation war die Fotografie für ihn nicht zuletzt eine Möglichkeit, sich künstlerisch auszudrücken.
1909 und 1910 traf er Menschen, die der Minderheit der Yi (damals „Lolo“ genannt) angehörten. Einen Abstecher in den Daliang Shan, das Gebiet der Yi, zu machen, gelang 1910 zunächst nicht. In Zhao Jue musste Weiss umkehren, da die chinesischen Regierungsvertreter eine Weiterreise verhinderten. Aber er gab den Plan nicht auf und verwirklichte ihn 3 Jahre später zusammen mit seiner Frau.
Im Sommer 1911 lernte er bei einem Urlaub im Deutschen Reich die spätere Autorin Hedwig Sonnenburg kennen, die, wie er, teilweise jüdische Vorfahren hatte. Ihr Vater war der Mediziner Eduard Sonnenburg, einer ihrer Großväter der Psychiater Carl Westphal, einer ihrer Urgroßväter der Bankier Alexander Mendelssohn. Das Paar heiratete im selben Sommer und reiste im September 1911 nach China aus. Die Reise nach Chengdu, den Jangtsekiang hinauf, verzögerte sich aufgrund der bürgerlichen Revolution 1911/12 in China, so dass sie erst im Frühjahr 1912 in Chengdu eintrafen. Im selben Jahr entstand die Republik China (1912–1949). Im Verlauf dieser Reise nahmen sie zahlreiche Bilder der Jangtse-Treidler und einige ihrer Gesänge auf.
Im November 1913 gelang es dem Paar zwischen O-Pien Ting (heute: Ebian) und Ma-Pien Ting (heute: Mabian) schließlich in den nördlichen Daliang shan zu reisen. Von dieser Reise sind einige Fotografien und Gesänge der Yi erhalten; auch besitzen das Ethnologische Museum in Berlin und das Museum Fünf Kontinente in München heute eine Sammlung von Artefakten aus der Alltagskultur der Yi, die Weiss gekauft und anschließend gestiftet hatte. 1914 eröffnete Weiss ein Konsulat in Kunming, wo seine Frau ihre ersten beiden Kinder gebar. 1917 mussten die Weiss China verlassen, denn China war in den Ersten Weltkrieg auf der Seite der Triple Entente eingetreten. Die Rückreise in das Deutsche Reich dauerte ein halbes Jahr.
Hedwig Weiss-Sonnenburg veröffentlichte zahlreiche Artikel über ihre Erfahrungen in China, die auch den Stoff von zwei später veröffentlichten Kinderbüchern lieferten. So thematisiert „Das Buch vom kleinen Chinesen Li“, welches zwischen 1925 und 1950 mehrere Auflagen erfuhr, eindrucksvoll die Arbeit der Treidler in den Schluchten des Jangtse.

### Äthiopien
Von 1921 bis 1927 war Fritz Weiss Gesandter des Deutschen Reichs in Addis Abeba, wo er eine persönliche Freundschaft mit Haile Selassie schloss und auch sein Sohn Dieter Wyss zur Welt kam. In Äthiopien filmte Weiss und sandte wiederum umfangreiche Sammlungen in die Berliner Museen.

### Südamerika
Von 1929 bis 1934 war er in südamerikanischen Staaten akkreditiert, u. a. in Caracas und als Gesandter in Asunción (1933/34). Eine neuerliche Versetzung nach China gelang ihm nicht. Als die Nationalsozialistische Deutsche Arbeiterpartei an die Macht gekommen war, verließ er 1934 seinen Posten in Paraguay. Seine Versuche, im Ausland Verwendung zu finden, schlugen fehl. Das Paar kehrte 1936 nach Berlin zurück. Hedwig Weiss wurde von den Behörden als „Mischling II. Grades“ klassifiziert, das Paar überlebte die Zeit des Nationalsozialismus. Bis zu seinem Tod stand Weiss in Kontakt mit Berliner Museen.

## Nachfahren, Name und Nachlass
Hedwig und Fritz Weiss hatten drei Kinder: Jutta (1914–1969), Alice (1916–2002) und Dieter (1923–1994). Der Familienname Weiss wurde 1951 in Wyss oder Wyß geändert.
Im Frühjahr 2016 übernahm die Staatsbibliothek zu Berlin den Nachlass.
Am 5. November 2021 wurde vor dem ehemaligen deutschen Außenministerium, Berlin-Mitte, Wilhelmstraße 92, ein Stolperstein für ihn verlegt.

## Werke
- Tschungking. Serie II, No 82, Handelsberichte über das In- und Ausland. Sonderabdrücke aus dem im Reichsamt des Innern herausgegebenen deutschen Handelsarchiv. Oktoberheft 1906.
- Tengyüe (China). Serie II, No 112. Handelsberichte über das In- und Ausland. Sonderabdrücke aus dem im Reichsamt des Innern herausgegebenen deutschen Handelsarchiv. Februarheft 1908.
- Das Berg- und Hüttenwesen der Provinz Yünnan. In: Berichte über Handel und Industrie. Band 11, Nr. 8, 1908, S. 646–654.
- Von Bhamo nach Tengyüe. Wahrscheinlich: Mitteilungen des Seminars für Orientalische Sprachen an der Friedrich Wilhelm Universität zu Berlin, 1909.
- Die Herstellung des für Tibet bestimmten Ziegeltees in der chinesischen Provinz Szechuan. In: Landwirtschaftliche Beilage. Band 138, Nr. 9, 1909, S. 3–4.
- Reise durch die Eingeborenenstaaten in Westszetschuan. In: Dr. A. Petermanns Geographischen Mitteilungen. Band 2, Nr. 2, 1910, S. 67–71.
- Das Chienchangtal. In: Berichte über Handel und Industrie. Band XIV, Nr. 1, 1912, S. 40–55.
- Die Provinz Yünnan, ihre Handels- und Verkehrsverhältnisse. Sonderabdruck aus den Mitteilungen des Seminars für Orientalische Sprachen zu Berlin. Band 15, Nr. 1, 1912, S. 3–57.
- Wirtschaftliche Verhältnisse des Chienchangtals in Szetchuan. In: Dr. A. Petermanns Mitteilungen. Band 60, Juni-Heft, 1914, S. 310–315.
- Die Goldlagerstätten von Wali und Tsai Tse Ti im Chienchangtal. In: Petermanns geographische Mitteilungen. Jahrgang 1918.
- Shu Pi. Das kostbare Heldenblut von Shu. (Übersetzung aus dem Chinesischen) Carl Heymanns Verlag, Berlin 1929.

## Archive und Quellen
- Birma-Szuchuan Manuskript, Bericht für das Auswärtige Amt, 1907.
- Chengtu-Tachienlu Manuskript, Bericht für das Auswärtige Amt, 1908.
- Erinnerungen Manuskript. Mexiko, 1949. Archiv des Auswärtigen Amtes.